# Gonorynchiformes
Ordre
Les Gonorynchiformes sont un ordre de poissons à nageoires rayonnées.

## Caractéristiques
Les Gonorynchiformes sont caractérisés par :
- une absence totale de dents ;
- une bouche de petite taille comparativement à leur corps ;
- un appareil de Weber primitif ;
- une capacité à produire une substance d'alarme.

## Système de défense
Quand la peau du Gonorynchiforme est déchirée, c'est-à-dire quand celui-ci est blessé, elle dégage une substance qui se dissout dans l'eau et que les autres poissons aux alentours peuvent détecter. Cette substance agit donc comme un signal d'alarme qui prévient les autres poissons en cas de danger.

## Liste des familles
D'après World Register of Marine Species (2 mai 2016) :
- sous-ordre Chanoidei
  - famille Chanidae Günther, 1868 (dont le chanos)
- sous-ordre Gonorynchoidei
  - famille Gonorynchidae Richardson, 1848
- sous-ordre Knerioidei
  - famille Kneriidae Günther, 1868
  - famille Phractolaemidae Boulenger, 1901

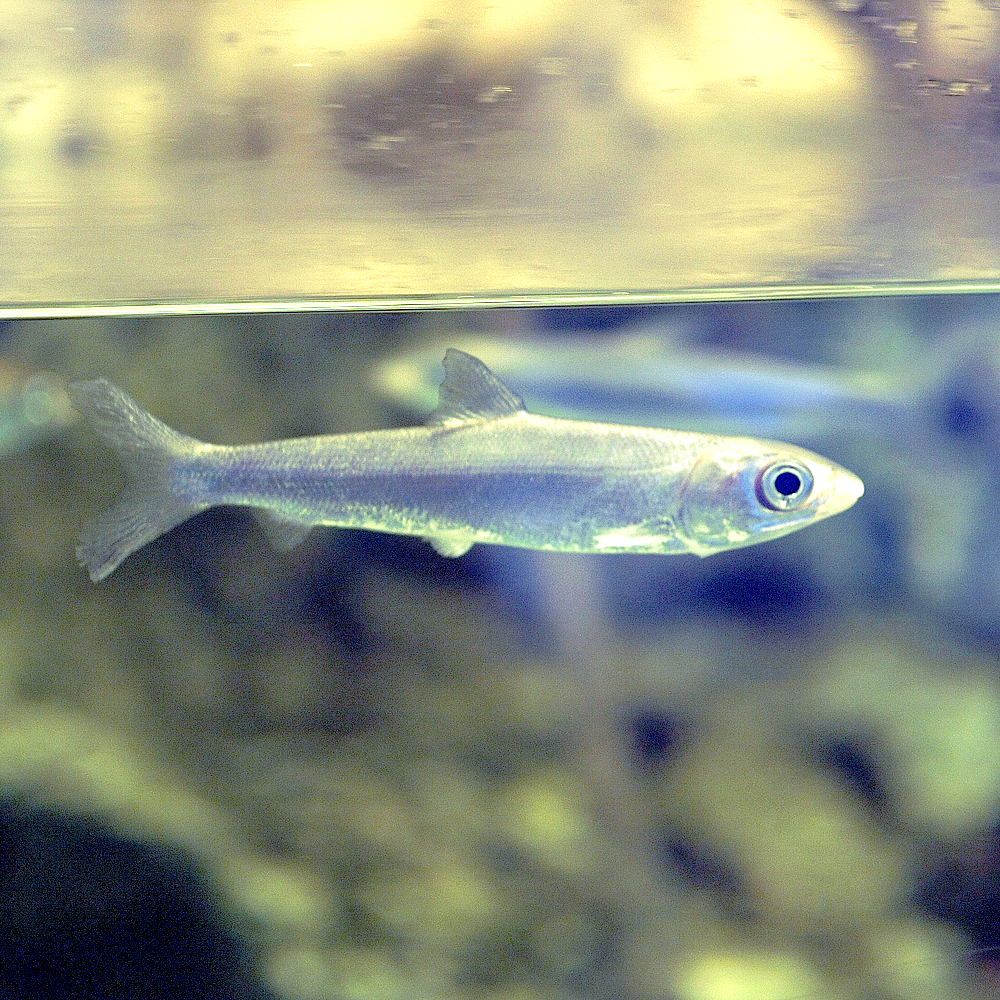
Chanos chanos (Chanidae).
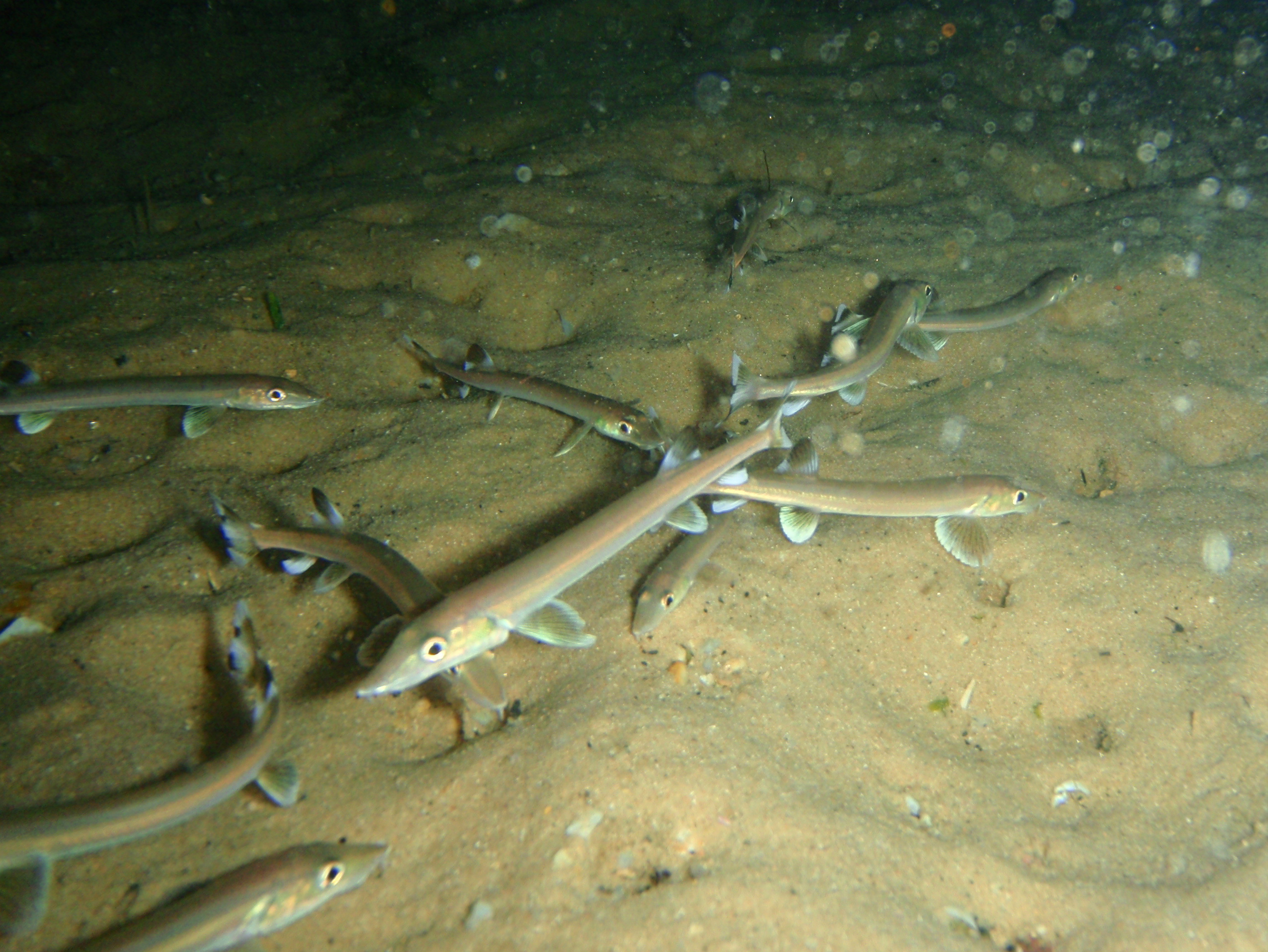
Gonorynchus gonorynchus (Gonorynchidae).
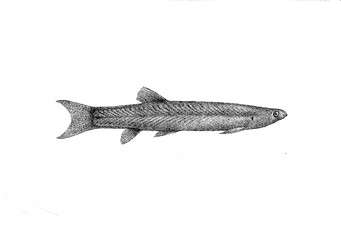
Cromeria nilotica (Kneriidae).
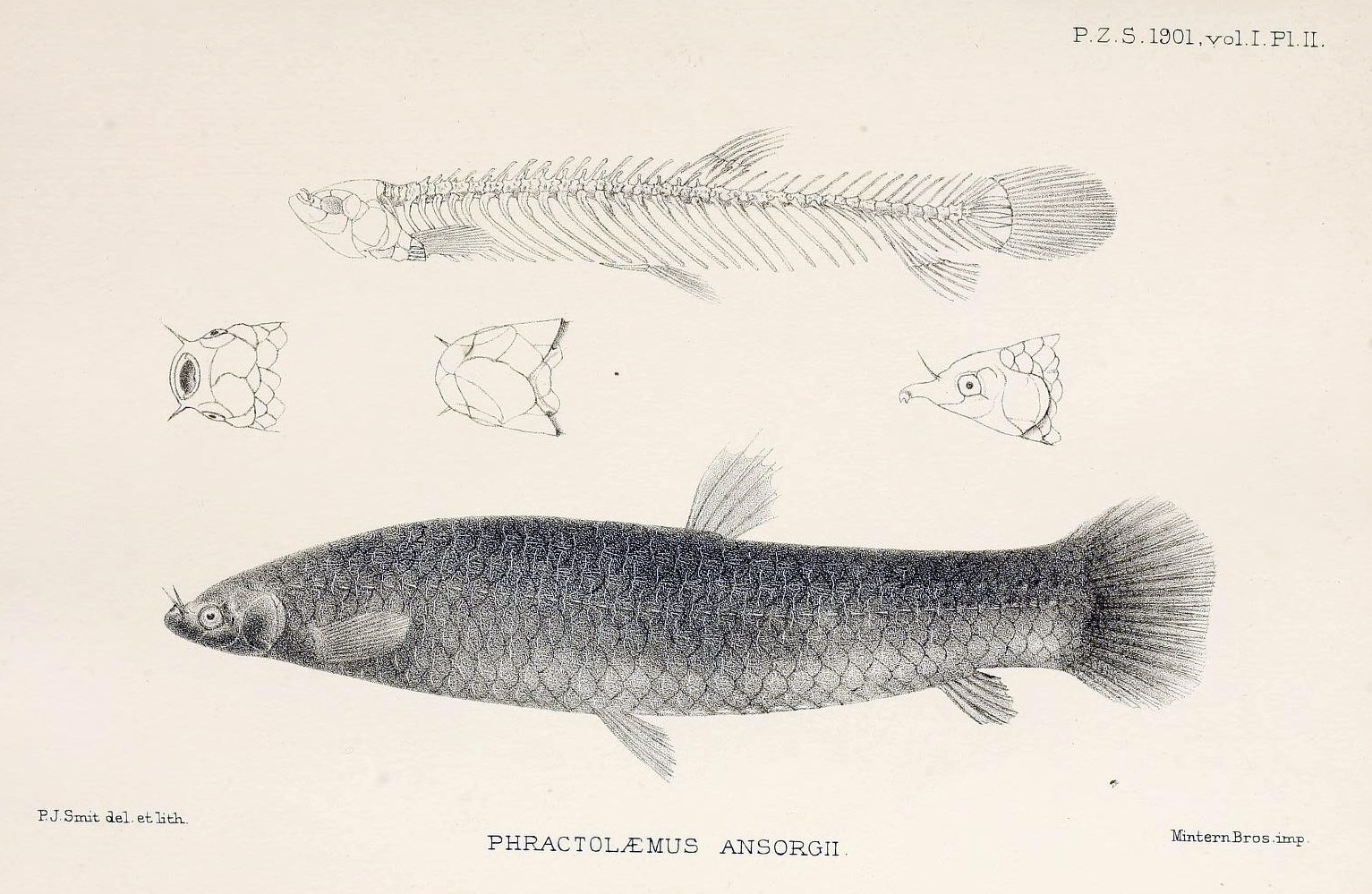
Phractolaemus ansorgii (Phractolaemidae).